# Панафінейські амфори
Панафінейські (призові) амфори — особлива форма аттичних амфор. Наповнені оливковою олією з садів Академії, вони вручалися переможцям гімнічних (спортивних) і гіппічних(кінних) змагань на Панафінейських іграх.

## Опис
Перші панафінейські призові амфори імовірно були вручені на великих Панафінеях в 566/565 роках до н. е. — саме до того часу форма проведення панафінейських ігор зазнала значних змін. Попередницями панафінейських амфор вважаються амфори з кінськими головами. Панафінейські амфори вручалися переможцям змагань аж до II століття до н. е. Об'єм призових посудин був суворо регламентований. Він становив приблизно на 3 літри менше метрета (античної міри рідин, що становила 39,4 л.). У складні часи після воєн призові амфори виготовлялися також в половину або навіть третину від звичайного розміру. Висота панафінейської амфори становила 60–70 см. Кількість призових амфор варіювалося залежно від змагальної дисципліни. Так переможець гонок на візках отримував 140 амфор, а переможений фіналіст у змаганнях з метання в щит — на одну більше.
Форма панафінейських амфор поєднувала в собі бочкоподібні амфори, призначені для транспортування (дуже опуклі, з коротким, вузьким горлечком, гострим дном), з формою поширених в VI столітті до н. е. амфор із ніжкою і віночком, схожими на ехін. На кожному святі Панафінеїв вручали близько 1500 амфор. Між гончарними майстернями проводилися змагання, переможці яких отримували замовлення на виготовлення панафінейських амфор. Крім великого прибутку таке замовлення приносило гончарній майстерні престиж. Досі збереглося близько 1000 амфор і їх фрагментів, що становить приблизно один відсоток від фактичної кількості виготовлених панафінейських амфор. Найдавнішою збереженою панафінейською амфорою вважається «Бургонська ваза» (560 р. до н. е.).
Головною особливістю панафінейських амфор є чорнофігурий стиль їх розпису, що використовувався на них навіть через 500 років після того, як чорнофігурний вазопис змінив червонофігурний. На лицьовій стороні амфори тривалий час зображувався один-єдиний сюжет — Афіна Промахос, що рухається справа наліво. З 540–530 років до н. е. зображення Афіни Промахос стали доповнювати з обох сторін дві доричні колони, увінчані півнями. Можливо, півні символізували бойовий, змагальний дух Панафінейських ігор. На ліву колону обов'язково наносився вертикальний пам'ятний напис (дав.-гр. «τών 'Αθένεθεν Αθλων», пізніше дав.-гр. «τών' Αθήνεθην Αθλων» — «приз із Афін»). Починаючи з 510 року до н. е. панафінейські амфори маркуються в майстернях щитом Афіни. Тривалий час і форма панафінейських амфор, і сюжет на їх лицьовій стороні відтворювалися з особливою ретельністю, що не допускала ніяких змін. Лише до IV століття до н. е.. на панафінейських амфорах почали спостерігатися зміни. Півні на колонах змінилися щорік іншими символами ігор, а маркування майстерень втратило своє значення. Форма амфор стала більш жіночою. У період між 392–391 роками до н. е. і 312–311 роками до н. е. на амфорах вказуються імена архонтів, що відповідали за виготовлення амфор і їх вміст. У цих ваз можна достовірно встановити час їх виготовлення. Пізніше на панафінейських амфорах іноді вказувалися імена скарбників і суддів. З 363–362 років до н. е. Афіна на амфорі прямує в протилежному напрямку — зліва направо.
На зворотному боці панафінейської амфори містилося зображення змагання, за яке вручався приз. Стиль цих зображень розвивався відмінно від образотворчих тенденцій, що спостерігалися в стилі лицьового боку ваз. З середини V століття до н. е. крім зображень змагань зустрічаються сцени вшанування переможців, а з IV століття до н. е. на зворотному боці амфор з'являються персоніфіковані зображення Ніки.
Призові амфори знаходили на розкопках і поза ареалом розселення стародавніх греків, що говорить про те, що панафінейські амфори були предметом торгівлі. Амфори також часто підносили храмам як жертвоприношення, наприклад, при розкопках в Таренті було знайдено чотири панафінейські вази, які розміщувалися по чотирьох кутах саркофага. Збереглися відомості про те, що в 415 р. до н. е. було продано понад сто призових амфор, що перебували у власності Алківіада й інших руйнівників герм, за ціною пів-драхми за штуку.
Розпис панафінейських амфор доручався багатьом відомим афінським вазописцям, в тому числі, наприклад, Ексекію, Евхаріду та Клеофраду.

## Галерея

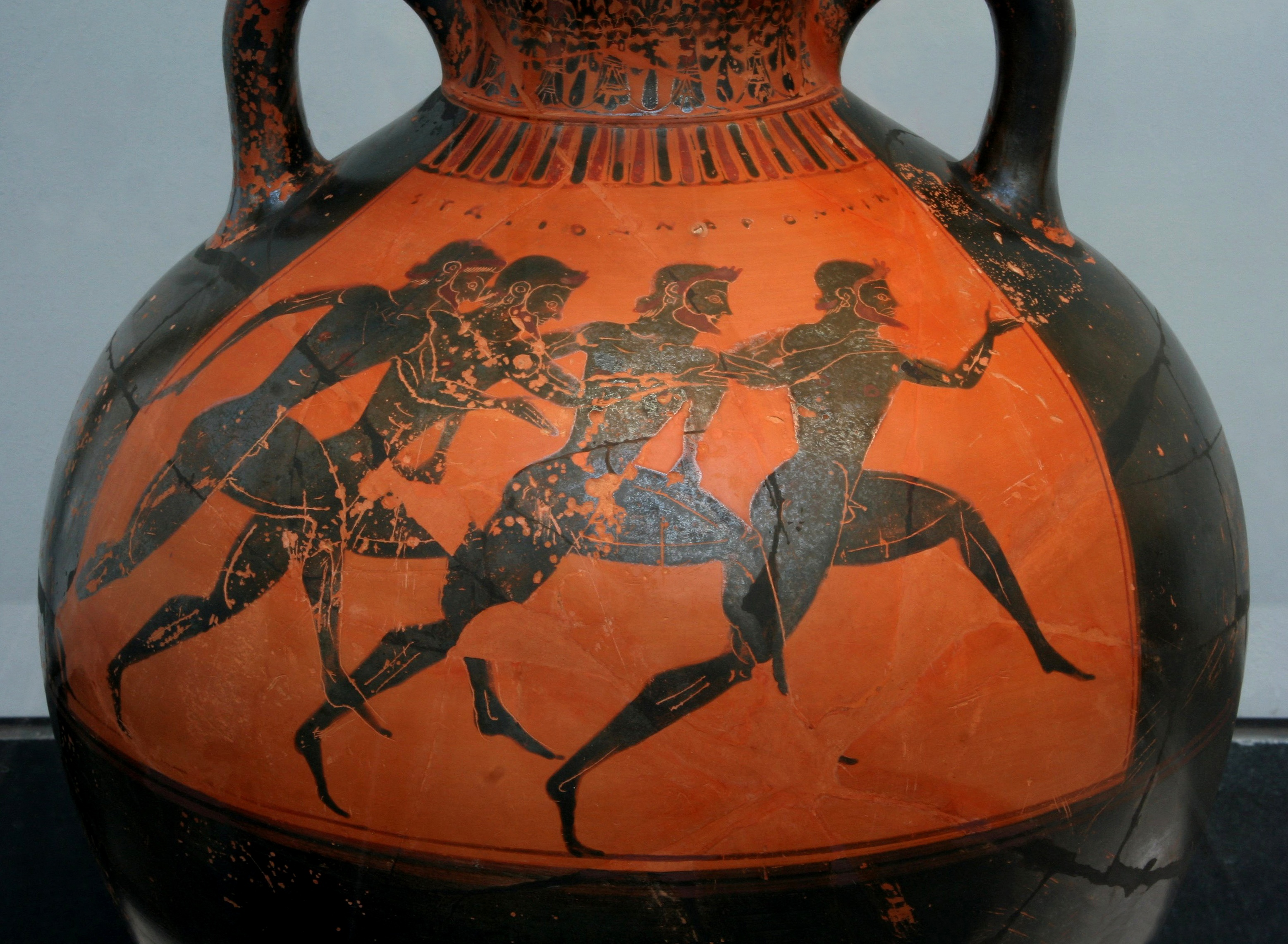
Бігуни на панафінейській амфорі. 530 до н. е.
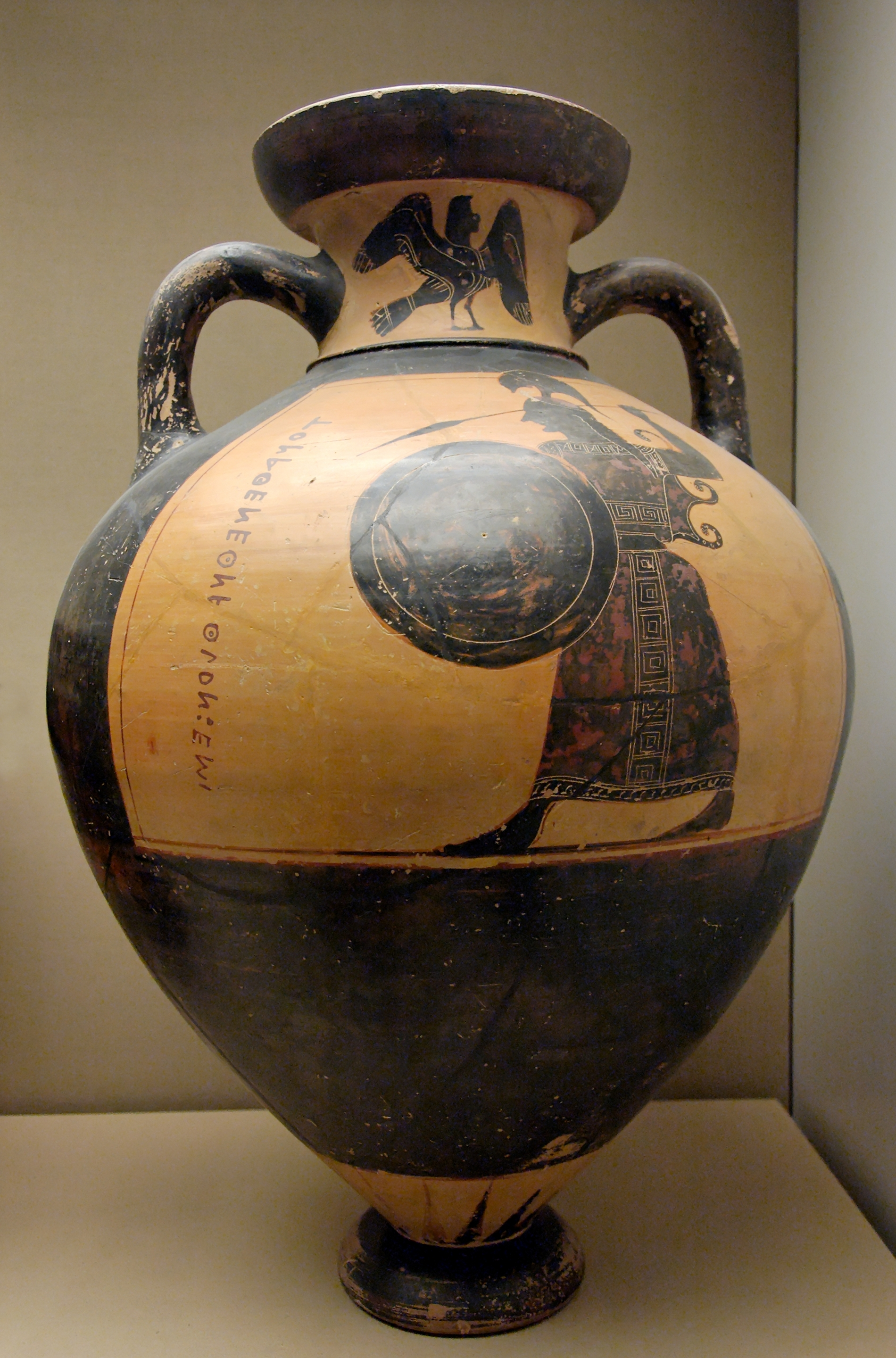
«Бургонська ваза» — найдавніша з збережених панафінейських амфор. Бл. 560 до н.е ., Британський музей. Лондон
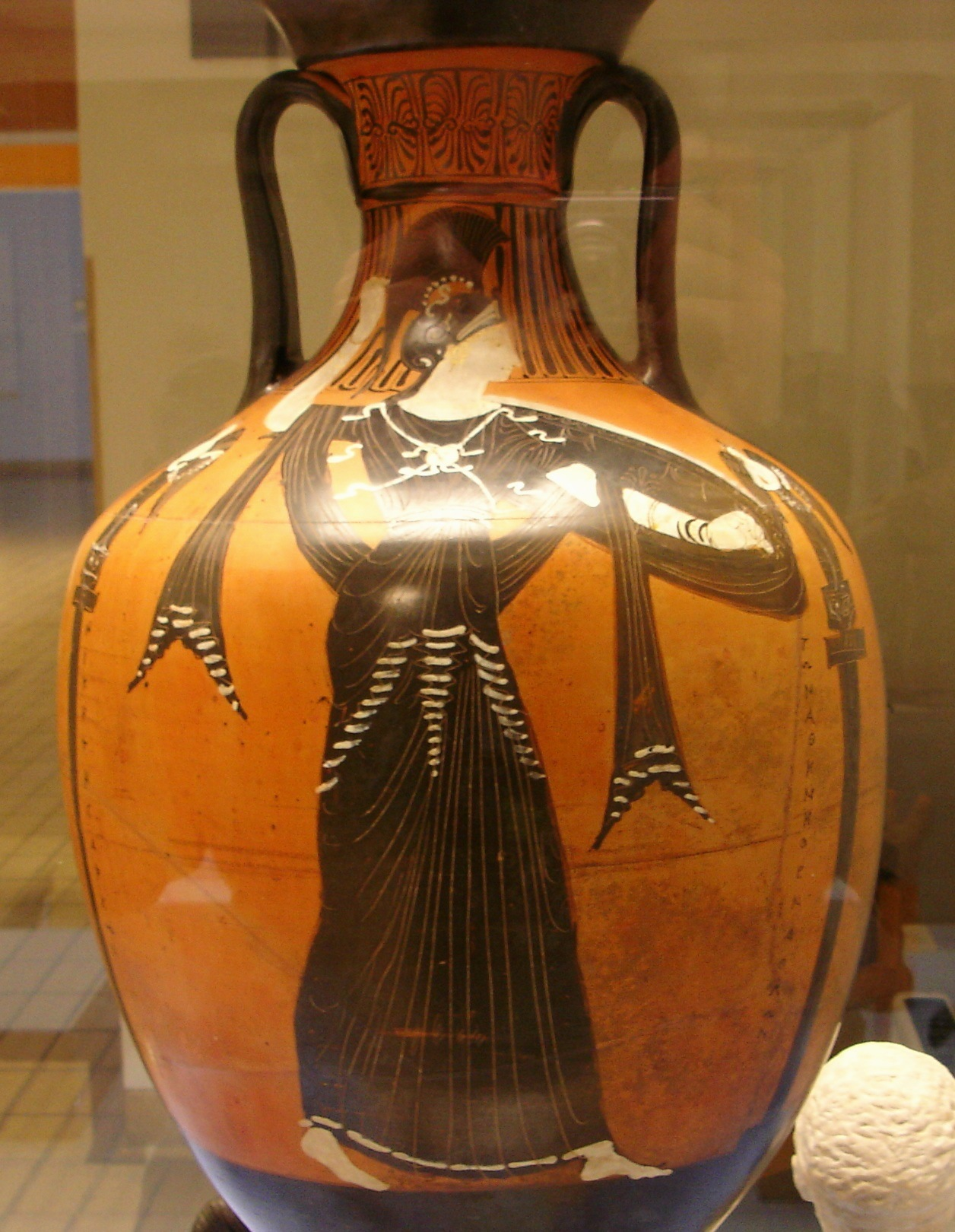
Зображення Афіни на панафінейськый амфорі. 332–331 до н. е. Британський музей. Лондон. Знайдена у Капуї
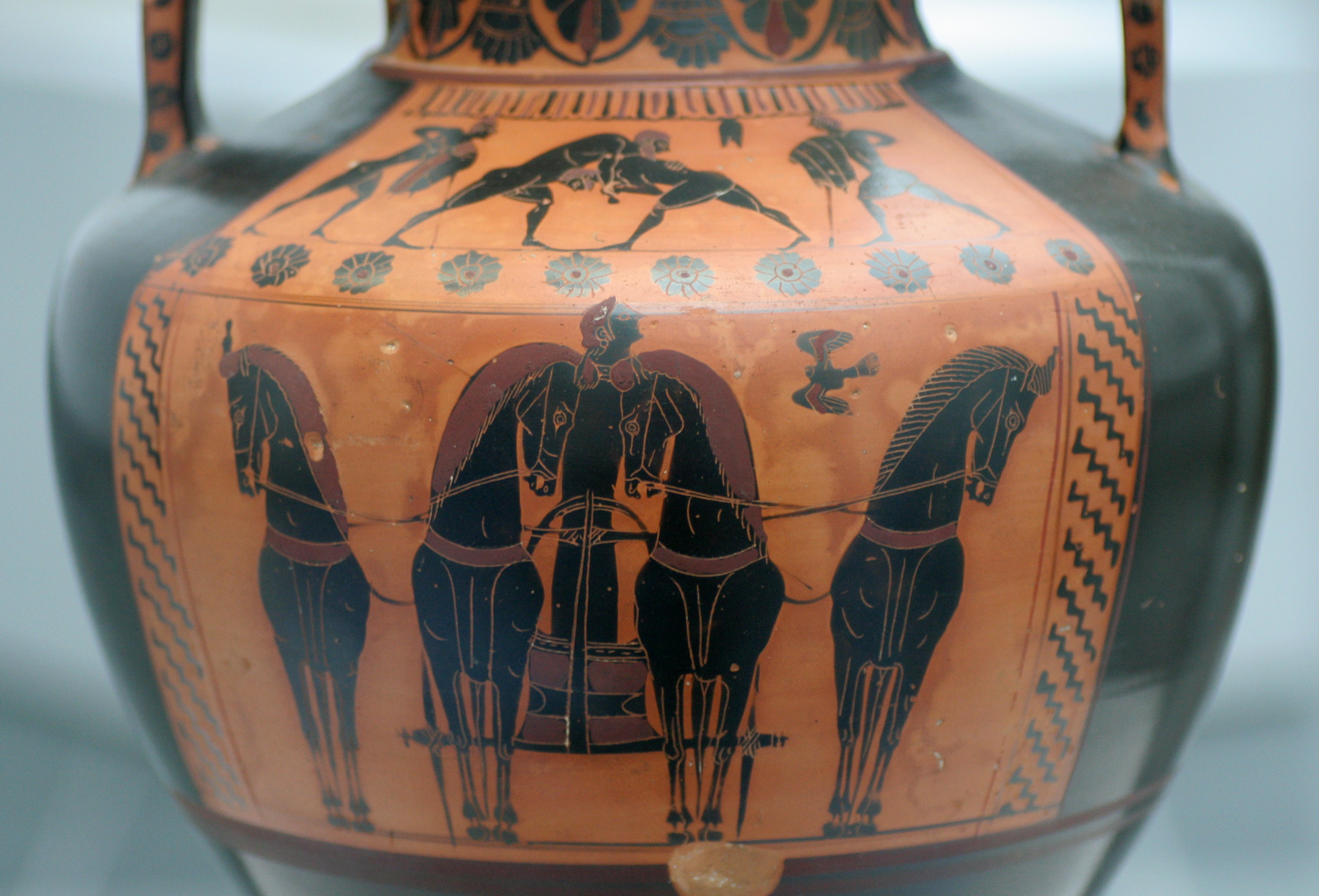
Квадрига на чорнофігурній амфорі з Аттики. Гліптотека. Мюнхен
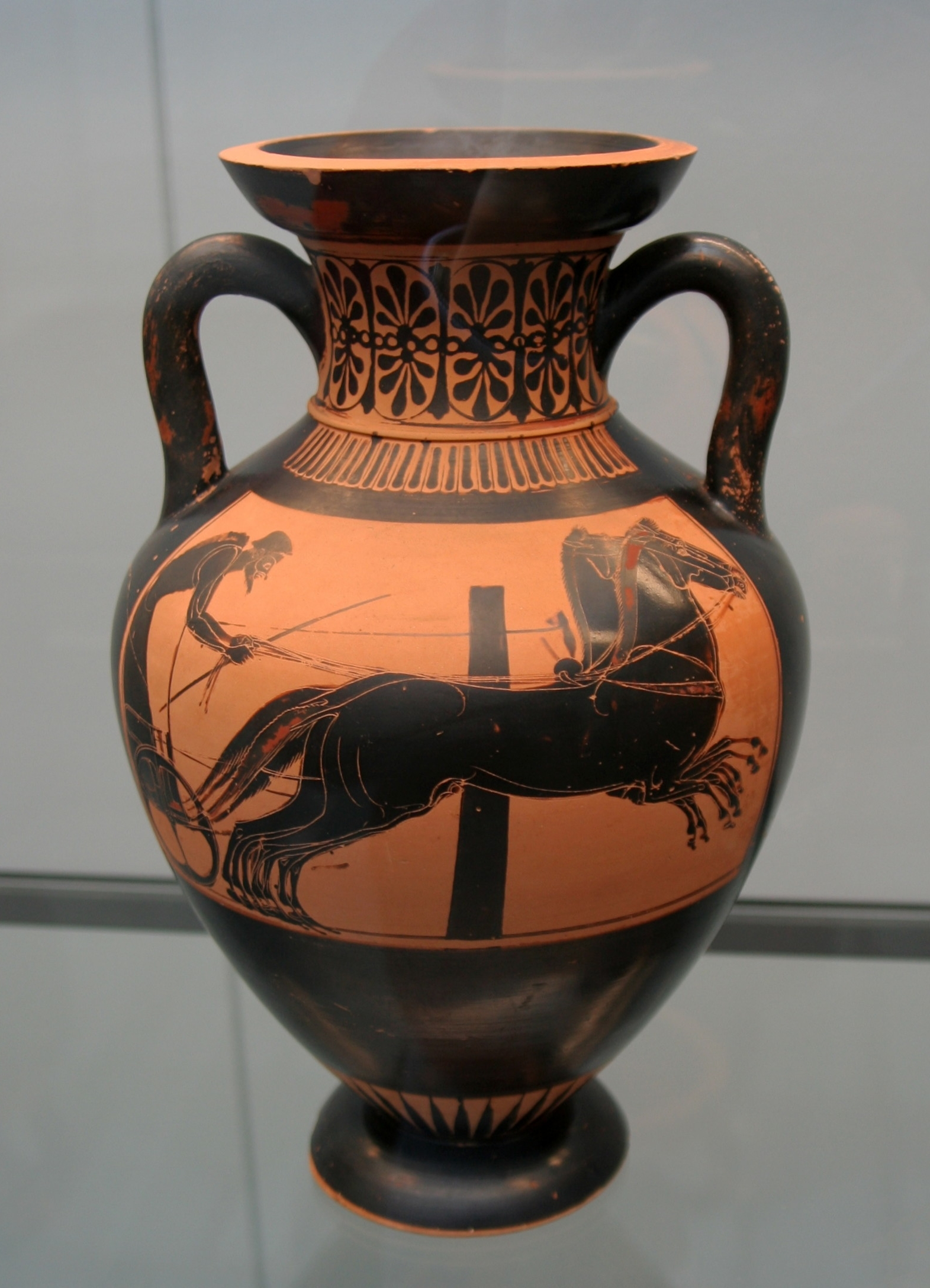
Фініш в гонках візків. Псевдо-панафінейська амфора. Бл. 500 до н. е. Гліптотека. Мюнхен